# Lijst van tuinwerktuigen
Deze lijst van tuinwerktuigen geeft een overzicht van de belangrijkste types apparatuur, gaande van eenvoudig handgereedschap tot geavanceerde machines, die in de parken en tuinen worden gebruikt. Aangezien veel werktuigen multifunctioneel zijn, is het moeilijk om een sluitende en eenduidige definitie van het begrip tuinwerktuig vast te leggen. Wat hieronder volgt is dan ook geen uitputtende lijst, maar een overzicht van werktuigen die courant in de tuin worden gebruikt.

## Alfabetische lijst
| - Balkmaaier - Bats - Beregeningspomp - Bladblazer - Bladzuiger - Bloempot - Bollenplanter - Bolderkar - Boomknipper - Boomzaag - Bosmaaier - Buxusschaar - Compost pottenstamper - Cultivator - Drainagespade - Dubbele hark of handeg - Eg - Emmer - Gietdarm - Gieter - Graskantenschaar - Graskantensnijder - Grashark - Grasmaaier - Grastrimmer - Grasroller - Grasschaar - Greep - Grondboor - Grondwoeler - Hak - Hakselaar - Handcultivator - Handfrees | - Handharkje - Handkar - Handploeg - Hark - Heggenschaar - Hogedrukreiniger - Houtsplijter - Houtklover c.q. -splijter - Kabelboorspade - Kantsteker - Kantensteker - Kiepwagen - Kettinggraver - Kettingzaag - Kloofbijl - Kruiwagen - Kunstmeststrooier - Mesthaak - Mestvork - Onkruidborstel - Onkruidkoelie - Penwortelspade - Plaggenspade - Plantenschepje - Pottenpers - Raak - Riek - Rolschoffel - Rozenhark - Robotmaaier - Rugspuit - Rupsenschaar - Schoffel - Schoffelmachine - Schop | - Schrepel - Shovel - Sleuvengraver - Slanghaspel - Sikkel - Sneeuwblazer - Sneeuwschep - Snoeimes - Snoeischaar - Sproeidarm - Sproeier - Sproeispuit - Spade - Spieker - Spitvork - Steekschop - Steenknipper - Stenenknipper - Stekmes - Stobbenfrees - Takkenschaar - Takkenzaag - Trilplaat - Tuinfrees - Tuinharkje - Tuinpomp - Tuinsproeier - Tuinslang - Tuinwoeler - Verticuteermachine - Vijverstofzuiger - Voegenschraper - Wals - Waterpomp - Wiedstok - Zeis - Zitmaaier |